# Hiogispora
Hiogispora is een monotypisch geslacht van schimmels uit de orde Lulworthiales. Deze bevat alleen is Hiogispora japonica.